# Archanara pringlei
Archanara pringlei är en fjärilsart som beskrevs av Edward P. Wiltshire 1958. Archanara pringlei ingår i släktet Archanara och familjen nattflyn. Inga underarter finns listade i Catalogue of Life.